# Барвенковская волость (Изюмский уезд)
Барвенковская во́лость — историческая административно-территориальная единица Изюмского уезда Харьковской губернии с волостным правлением в слободе Барвенкова.
По состоянию на 1885 год состояла из 1 поселения, 1 сельской общины. Население — 6099 человек (3070 человек мужского пола и 3029 — женского), 1096 дворовых хозяйств.
|                       | Площадь | В т.ч. пахотной |
| --------------------- | ------- | --------------- |
| Сельских общин        | 13651   | 6760            |
| Частной собственности | -       | -               |
| Другой собственности  | 120     | 90              |
| В целом               | 13771   | 6850            |

Основные поселения волости:
- Барвенкова - бывшая государственная слобода при реке Лукновахе в 45 верстах от уездного города. В слободе волостное правление, 1096 дворов, 6999 жителей, православная церковь, школа, железнодорожная станция, почтовое отделение, 10 лавок, 3 постоялых двора, базар по воскресеньям, 4 ярмарки, паровая мельница, 2 слесарные мастерские.[1]

Храмы волости:
- Георгиевская церковь в слободе Барвенковке.[2]
- Успенская церковь в слободе Барвенковке.[2]